# Municipio de Greenbush (Dakota del Norte)
El municipio de Greenbush (en inglés: Greenbush Township) es un municipio ubicado en el condado de Ward en el estado estadounidense de Dakota del Norte. En el año 2010 tenía una población de 20 habitantes y una densidad poblacional de 0,22 personas por km².

## Geografía
El municipio de Greenbush se encuentra ubicado en las coordenadas 48°35′24″N 101°54′29″O / 48.59000, -101.90806. Según la Oficina del Censo de los Estados Unidos, el municipio tiene una superficie total de 92.72 km², de la cual 92,72 km² corresponden a tierra firme y (0 %) 0 km² es agua.

## Demografía
Según el censo de 2010, había 20 personas residiendo en el municipio de Greenbush. La densidad de población era de 0,22 hab./km². De los 20 habitantes, el municipio de Greenbush estaba compuesto por el 100 % blancos. Del total de la población el 0 % eran hispanos o latinos de cualquier raza.